# Gerald Loxley

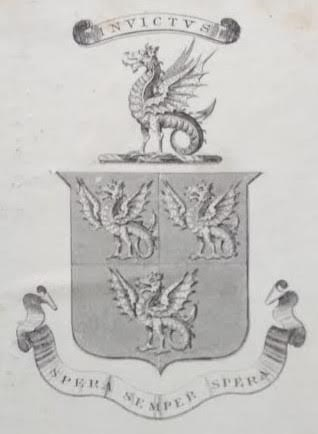
Armoiries de la famille Loxley

Gerald Herbert Loxley (1885 - 1950) est un aviateur militaire britannique, pionnier de la reconnaissance aérienne ; il fut décoré après la Première Guerre mondiale.

## Vie
Né le 31 janvier 1885 à Fairford dans le Gloucestershire où son père était le curé du village, Loxley fit ses études à l’Oriel College de l’Université d'Oxford et passa son brevet de pilote dans la Royal Naval Air Service (RNAS).
Lors de son affectation à la RNAS, il participa à la Première Guerre mondiale en tant qu'aviateur, pour assumer à Paris la direction des renseignements militaires. 
Promu au grade de commandant (en anglais : major) de la Royal Air Force (RAF), il reçut, entre plusieurs décorations militaires, celle (en 1919) de chevalier de la Légion d'honneur. Il exerça vers la fin de sa carrière de hautes fonctions diplomatiques auprès de l'Organisation des Nations unies (ONU).

### Famille
Cinquième enfant et quatrième fils du chanoine Arthur Smart Loxley, petit-fils de John Loxley de Norcott Court, près de Berkhamsted dans le Hertfordshire, il était le plus jeune des quatre fils qui se distinguèrent — autant dans l'aviation militaire que dans la marine de l'État, l'infanterie de marine et l'Armée britannique — au cours de la Première Guerre mondiale. 
En 1930 il épousa Alice Blundell Booth (m. 1955) issue d'une ancienne famille originaire du Cheshire. Descendant du poète Lord Byron ainsi que de la famille noble des Duncombes, barons Feversham, Loxley était apparenté à George Agar-Ellis, baron Dover, homme d'État et mécène britannique.
Le major Loxley mourut le 29 septembre 1950 sans laisser de postérité. Sa petite-nièce se maria avec l'éminent juriste, Thomas Henry Bingham, Lord juge en chef et Lord supérieur d'Appel ordinaire d'Angleterre et du pays de Galles. Son arrière-petit-neveu est le Dr Jesse Norman MP.

Rubans honorifiques

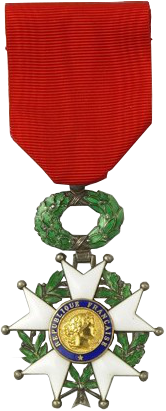
Légion d'honneur
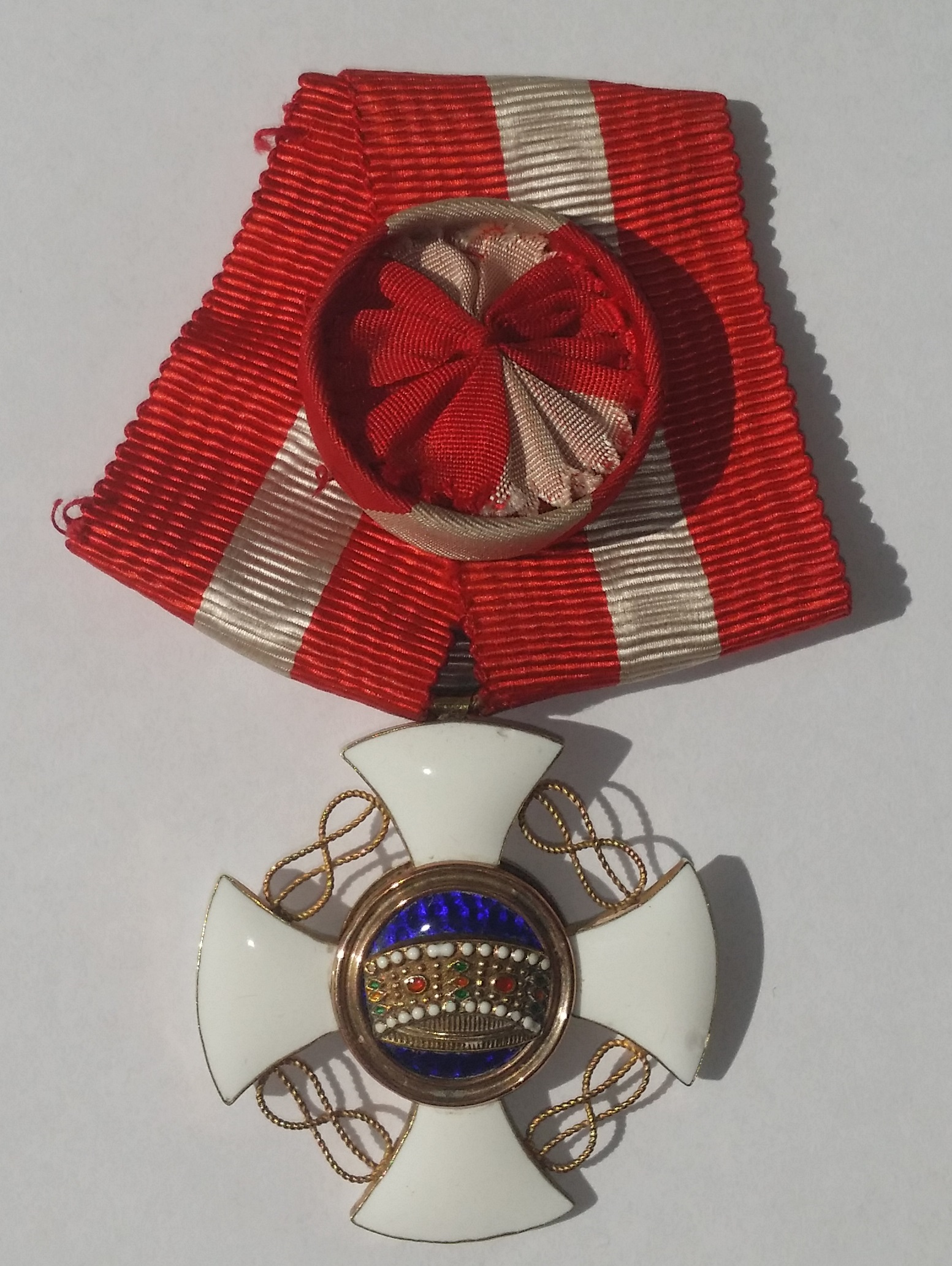
Couronne d'Italie
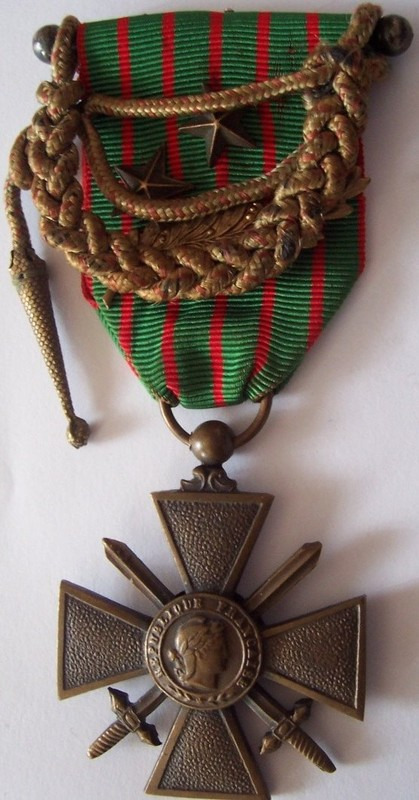
Croix de guerre française avec palmes
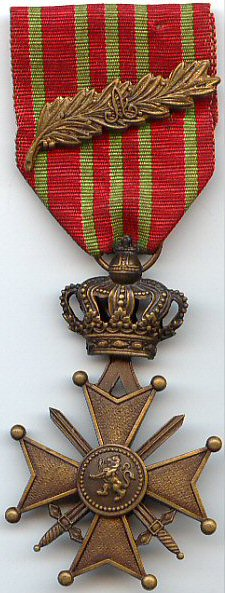
Croix de guerre belge avec palmes

## Annexes

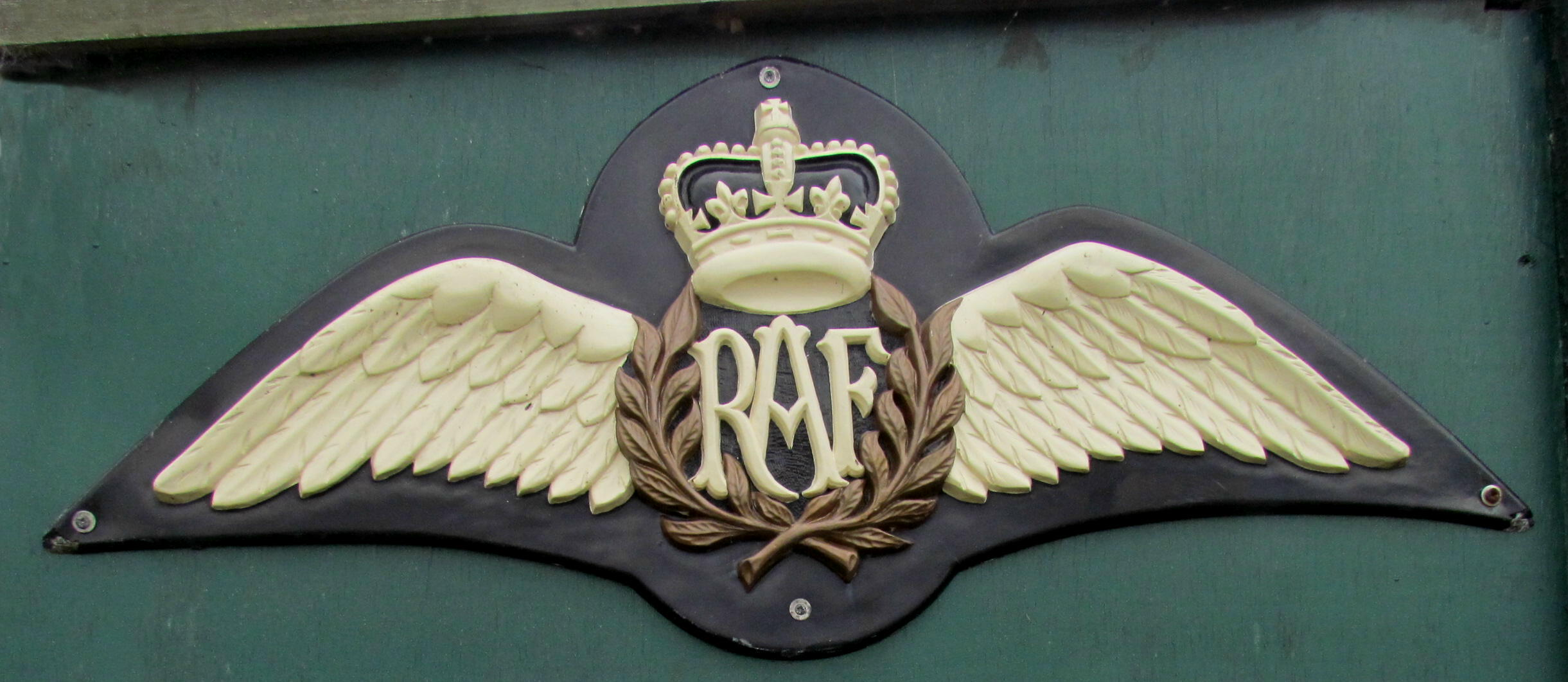
Insigne de casquette RAF